# Гази-хан Текели
Гази-хан Текели (азерб. Qazi xan Təkəli; 1545, Ширван, Ширванское бейлербейство, Сефевидское государство) — военный деятель Сефевидской империи, лала.

## Биография
Гази-хан был сыном Чиркин Хасана из племени текели, который в 1520 году был казнён тогдашним фаворитом Див султаном Румлу за неспособность поддерживать дисциплину среди своих войск в ходе на Грузию. Он изначально был работником шахского гардероба, возможно хранителем. В правление шаха Тахмасиба Гази-хан возвысился до положения значимого полководца. В 1530 году, когда Бахрам Мирза был оставлен в Герате в качестве губернатора Хорасана, Гази-хан был назначен лалой принца.  В Герате им пришлось пережить жестокую осаду со стороны узбеков, продлившуюся полтора года. Он имел в окружении 5000-6000 человек кавалерии. Когда Тахмасиб наконец прибыл с войсками зимой 1533-1534 года, Гази-хан заявил, что его воинов нужно сменить. Губернатором Хорасана был назначен Сам Мирза.
Гази-хан, находясь в Хорасане, не был вовлечён во вражду между кызылбашскими племенами, закончившуюся резнёй текели летом 1531 года. Гази-хан находился с сефевидской армией, когда шах повернул на запад, чтобы встретить султана Сулеймана, которого побудил вторгнуться другой текели, ренегат Улема. В этот момент Гази-хан дезертировал от шаха Тахмасиба. Он не только присоединился к Османам, но и известил их о том, что принц Сам Мирза покинул Герат и поднял мятеж. Сулейман был рад возможности заочно признать Сама Мирзу своим сыном и пообещать тому трон Сефевидского государства. Но позже Гази-хан вернулся на сторону Сефевидов, возможно из-за того, что Османская империя не сумела дать ему и его окружению подобающее место. Тахмасиб пожаловал ему феодальное владение (улька) на юге Ширвана и даже назначил его лалой Алкаса Мирзы, но в начале 1545 года Алкасу Мирзе приказали казнить его, и в качестве причины были указаны его постоянное предательство и вероломство.